# Castellum in Mauretania
Castellum in Mauretania (łac. Castellanus in Mauretania) – stolica historycznej diecezji w Cesarstwie rzymskim, w prowincji Mauretania Sitifense, zlikwidowana w VII w. podczas ekspansji islamskiej, współcześnie w północnej Algierii. Obecnie katolickie biskupstwo tytularne. W latach 1995–2022 biskupstwo to obejmował Teofil Wilski, biskup pomocniczy kaliski w latach 1995–2011.

## Biskupi
| Lp. | Biskup               | Funkcja                                             | Od                  | Do              |
| --- | -------------------- | --------------------------------------------------- | ------------------- | --------------- |
| 1   | Pedro Reginaldo Lira | biskup pomocniczy Salta (Argentyna)                 | 22 czerwca 1965     | 15 maja 1978    |
| 2   | Joachim Wanke        | administrator apostolski Erfurtu-Meiningen (Niemcy) | 2 października 1980 | 27 czerwca 1994 |
| 3   | Teofil Wilski        | biskup pomocniczy kaliski                           | 8 kwietnia 1995     | 26 marca 2022   |